# Nadiya Ke Paar (1948)
Nadiya Ke Paar (Hindi नादिया के पार Nādiyā ke pār, dt. „über den Fluss“) ist ein Hindi-Film mit Dilip Kumar und Kamini Kaushal in den Hauptrollen.

## Handlung
Nach seinem Collegeabschluss kehrt Kuwar mit seinem Freund Sher Singh in sein Heimatdorf zurück. Dort macht er Bekanntschaft mit einem einfachen Fischermädchen namens Phulwa aus dem Nachbardorf. Sofort verguckt er sich in sie und will mehr über sie erfahren. Allerdings steht ihre Liebe nicht unter einem guten Stern. Vor einigen Jahren war ihre Familie für den Tod von Kuwars Vater verantwortlich. Kuwars Bruder, ein einflussreicher Landbesitzer, will nichts von der Beziehung zu Phulwa wissen. Mit Phulwas Vater schließt er eine Vereinbarung: Innerhalb von 8 Tagen soll Phulwa verheiratet werden, damit sich Kuwar ihr nicht mehr nähert.
Schließlich organisiert Phulwas Vater ein Bootsrennen. Der Gewinner wird Phulwa zur Frau nehmen. Heimlich und verkleidet nimmt Kuwar an dem Rennen teil und gewinnt. Doch sein Versteckspiel fliegt durch den eifersüchtigen Bala auf. Es kommt zum Kampf zwischen den Fischern und den reichen Landbesitzern. Während des Tumults wollen Kuwar und Phulwa über den Fluss Ganges fliehen. Unglücklicherweise wird Kuwar von einem Pfeil getroffen und schwerverletzt. Das Boot gerät in einen Wasserstrudel und die beiden Liebenden ertrinken, doch ihr Geist schwirrt noch immer über den Fluss.

## Musik
| Songtitel             | Sänger/in                     |
| --------------------- | ----------------------------- |
| More Raja Ho          | Mohammad Rafi, Lalita Deolkar |
| O Gori O Chhori       | Chitalkar, Lata Mangeshkar    |
| Do Char Din Pyar Se   | Mohammad Rafi, Shamshad Begum |
| Maar Gayo Re          | Chitalkar, Shamshad Begum     |
| Akhiya Milake         | Surinder Kaur                 |
| Dil Leke Bhaga        | Lalita Deolkar                |
| Katwa Ke Naiyya       | Chitalkar, Lalita Deolkar     |
| Najariya Mein Aayi Ho | Chitalkar, Lalita Deolkar     |